# GAZ
GAZ o Gorkovsky Automobilny Zavod (ГАЗ/Го́рьковский автомоби́льный заво́д) és una marca comercial i fabricant d'automòbils rus de l'óblast de Nijni Nóvgorod, coneguda com a Gorky entre el 1932 i 1990. És la principal subsidiària del grup GAZ, alhora part del grup industrial Bazovi Element. Russkie Mashini és la principal accionista d'OAO GAZ.

## Història

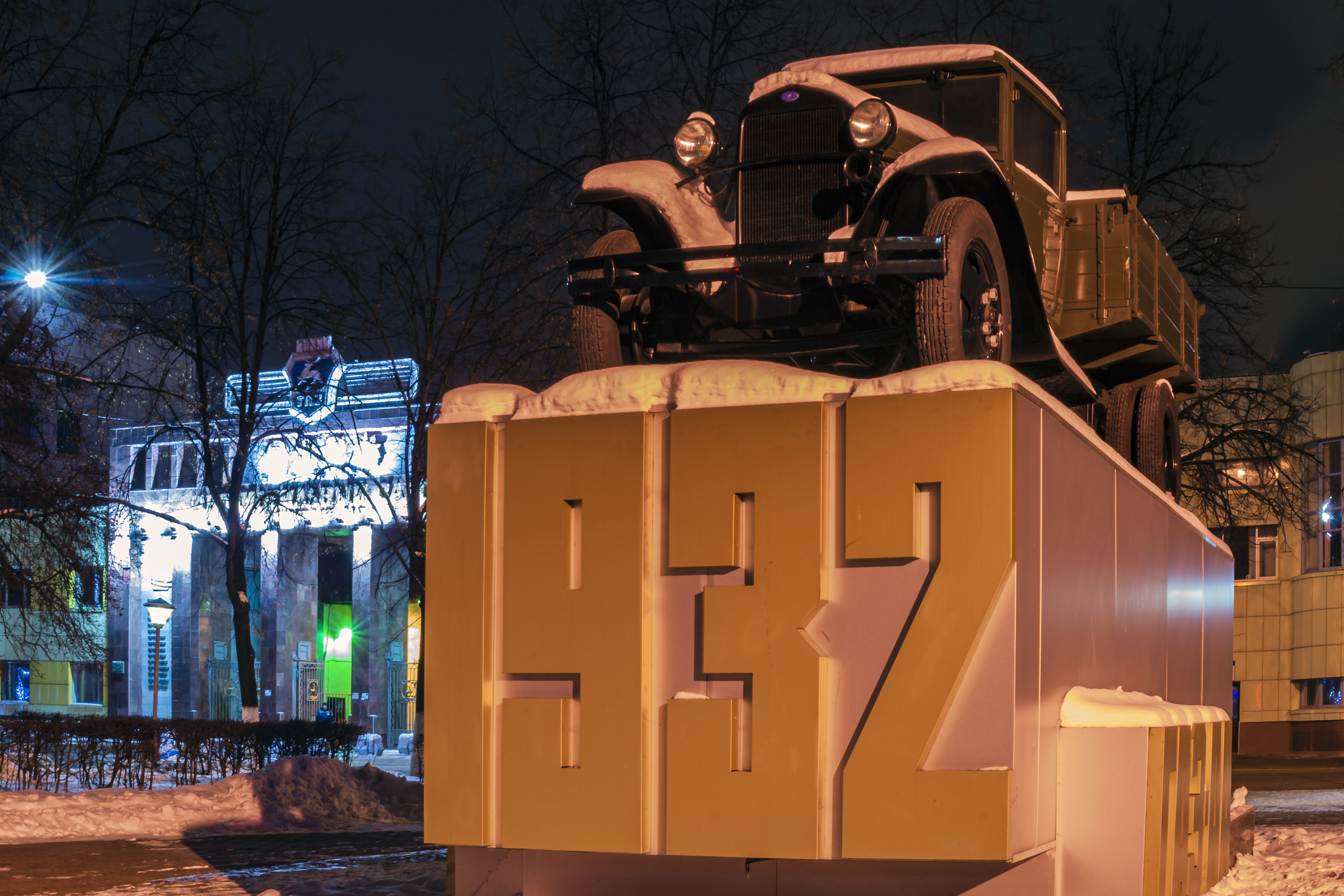
GAZ-AA, primer model de la marca

El maig de 1929 la Unió Soviètica (URSS) signà un acord amb la Ford Motor Company dels EUA. Segons l'acord, la URSS accedia a comprar automòbils i components mecànics per valor de 13 milions d'USD, mentre la Ford donaria assistència tècnica fins al 1938 per a construir una fàbrica d'automòbils a Nijni Nóvgorod. La fàbrica fou fundada i començà la seua producció l'1 de gener de 1932. Aleshores fou coneguda com a Fàbrica d'Automòbils de Nijni Nóvgorod (NAZ) o més completament com a Fàbrica d'Automòbils de Nijni Nóvgorod "V. M. Mólotov" en honor a l'aleshores President del Consell de Ministres de l'URSS Viatxeslav Mólotov. El 1932 la factoria produí el seu primer automòbil, el GAZ-AA (originalment, NAZ-AA) i el turisme GAZ-A. Els dos models estaven basats en els Ford AA i Ford A respectivament.

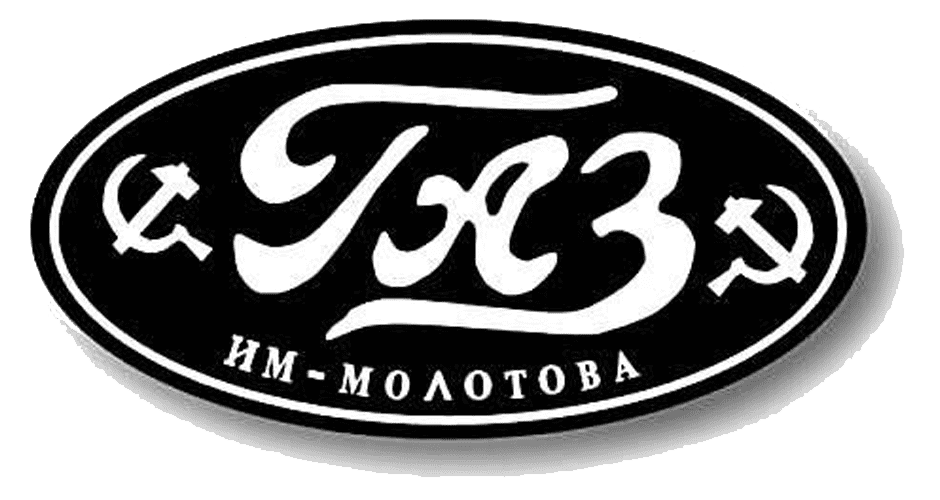
Logo de GAZ, semblant al de Ford Motor Company

L'any 1933 el nom de la factoria canvià a Fàbrica d'Automòbils de Gorki o GAZ quan el nom de la ciutat passà a ser Gorki en honor a Maksim Gorki. El GAZ-A fou succeït pel més modern GAZ-M1 (basat en el Ford B), produït entre els anys 1936 i 1942. La lletra M del nom fou per Mólotov i donà lloc al malnom del model, emka (эмка). Durant la segona guerra mundial, GAZ ensamblà Chevrolet G7107 i 7117 amb parts i components enviats des dels EUA sota la Llei de Préstec i Arrendament.

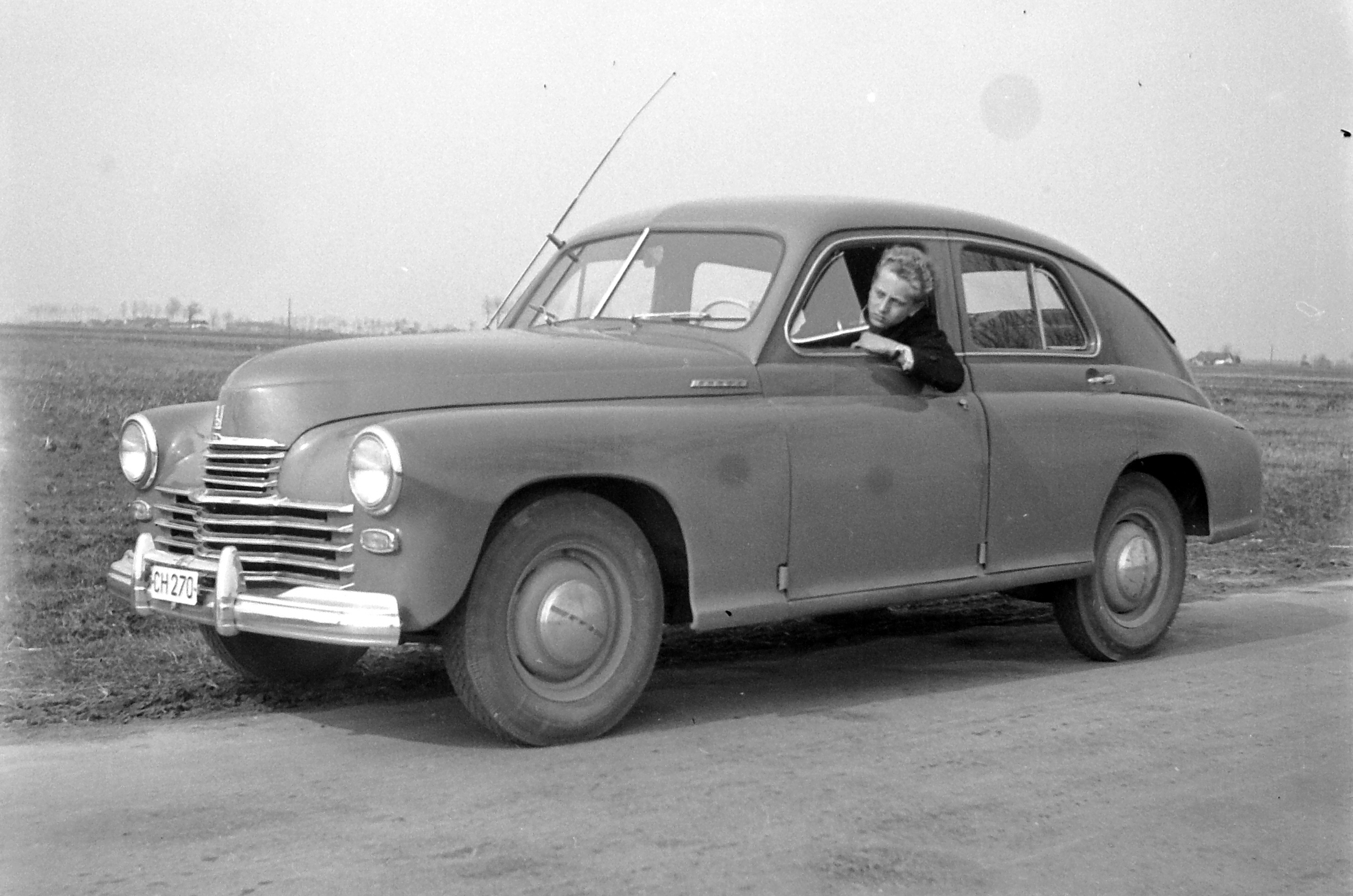
GAZ Pobiéda, el primer turisme de postguerra de la marca (1946)

Després de la fi de les hostilitats, els enginyers de la casa començaren a treballar en el desenvolupament d'un nou model. Anomenat GAZ Pobiéda (Pobiéda significa "victòria"), era una aerodinàmica berlina fastback de 4 portes en producció entre els anys 1946 i 1958; tot i que a Polònia continuà produint-se sota llicència fins al 1973 amb el nom de FSO Warszawa. El pobiéda fou el primer automòbil soviètic equipat amb torcaparabrises elèctric, enlloc dels fins aleshores mecànics.

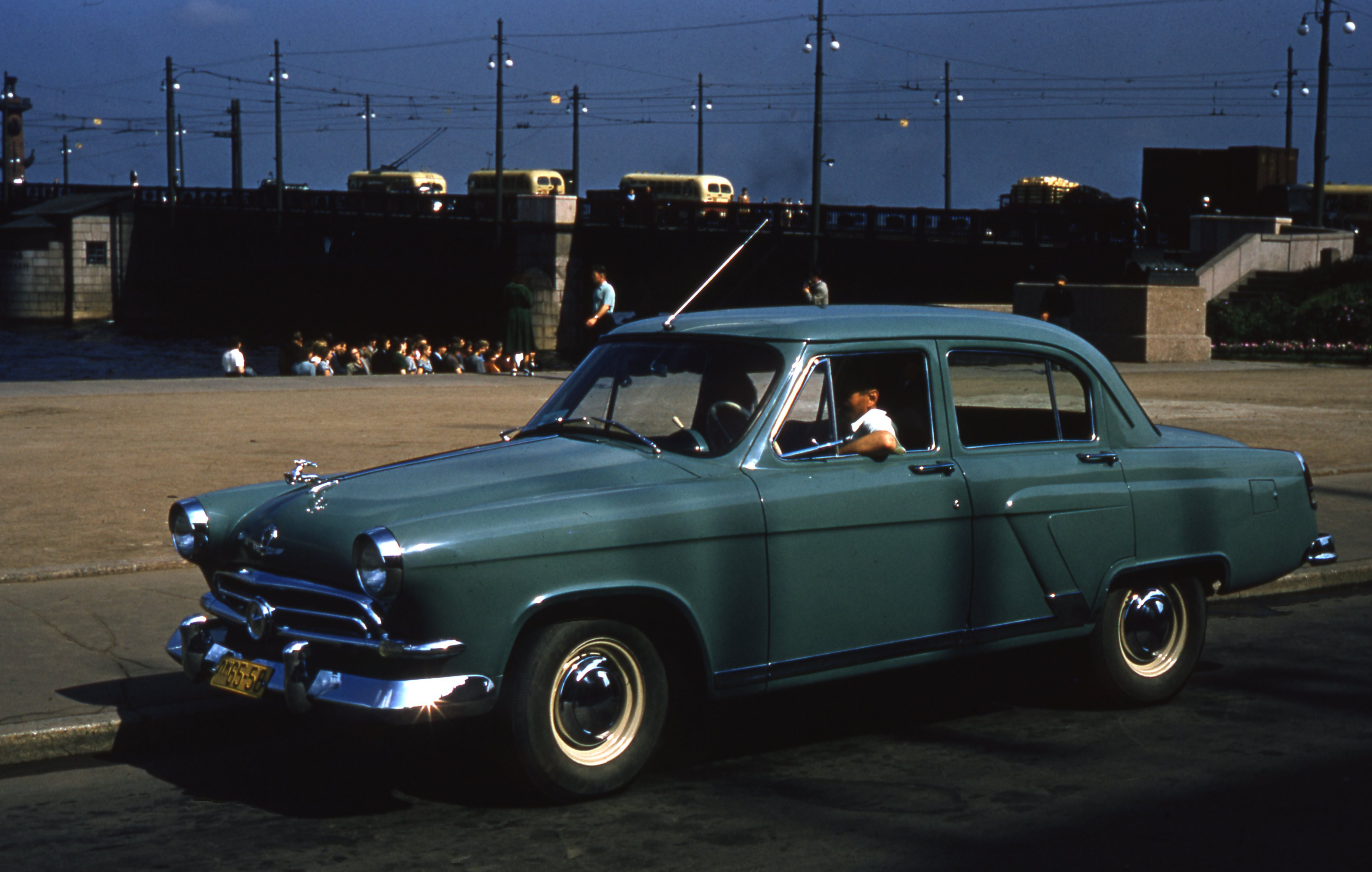
GAZ-21 "Volga" (1956)

GAZ també dissenyà i produí el GAZ-12-ZIM, el GAZ Volga i el luxós GAZ Txàika. El GAZ-12 fou el primer model de la marca en dur l'emblema del cérvol basat en l'escut de Nijni Nóvgorod. La primera generació del GAZ Volga va fer la seua aparició l'any 1955, amb tres unitats (dues manuals i una automàtica) conduïdes com a demostració des de Moscou a Crimea. Fou llançat al mercat el 1956 i esdevingué un símbol de l'era soviètica. El model oferia un sol pla i equipava mistera elèctrica i ràdio de sèrie. Un reduït nombre d'unitats (603 entre 1962 i 1970) del Volga equipades amb el motor de 195 cavalls de potència (cv) del Txàika, transmissió automàtica i direcció assistida foren produïts per a servici especial del KGB; com explicà l'enginyer en cap del Volga, Borís Dekhtiar, millorà les pastilles de frenada i augmentà la velocitat en més de 170 quilòmetres per hora (km/h), sent ben rebuda; el nou motor 195 cv a 4.400 revolucions per minut (rpm).

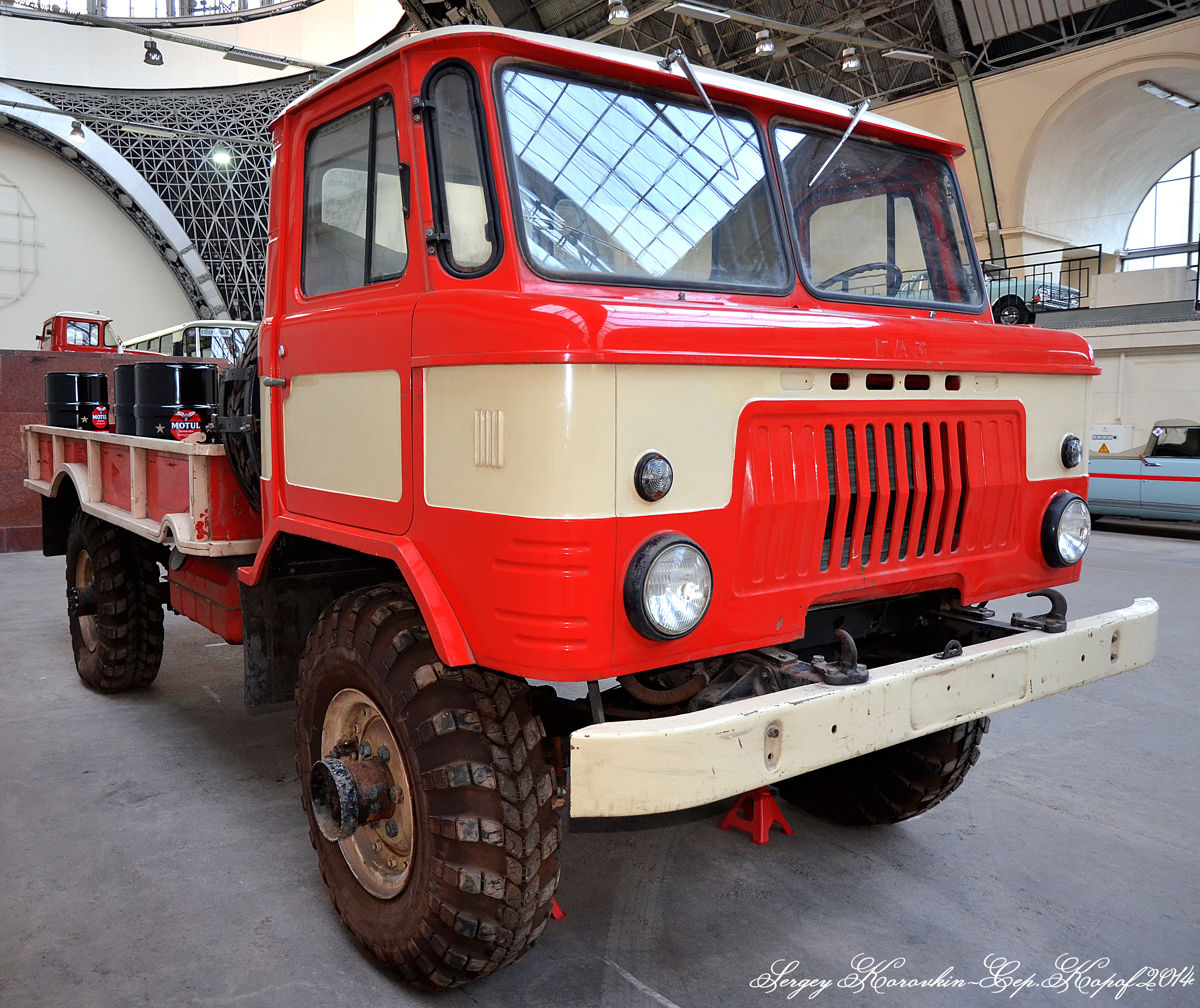
GAZ-66 (1964-1998)

A la dècada del 1960 GAZ renovà la seua gamma de camions amb el llançament de models com ara els GAZ-53/52 i GAZ-66. En les dècades de 1960 i 1970, la capacitat de producció de la factoria fou superada i millorada; rebent l'any 1962 la primera cadena de muntatge automatitzada de precisió de l'URSS. El 24 d'agost de 1971 l'empresa canvià el seu nom oficial pel d'AvtoGAZ amb la integració de diversos subcontractes; el mateix any fou premiada amb l'Orde de Lenin. GAZ produí el seu vehicle número 10.000.000 el març de 1981. Cap a les darreries de la dècada del 1990 GAZ era considerada com l'empresa automobilística russa millor gestionada aleshores. L'any 1994, la marca començà a produir la gamma de furgonetes GAZ Gazelle.
El novembre de 2000 va ser adquirida per una opa hostil per SibAl. El març de 2003 GAZ declarà que, des d'aleshores, la producció de turismes no seria prioritària per a la companyia, abandonant-se els plans per a la nova generació del Volga (GAZ-3115).

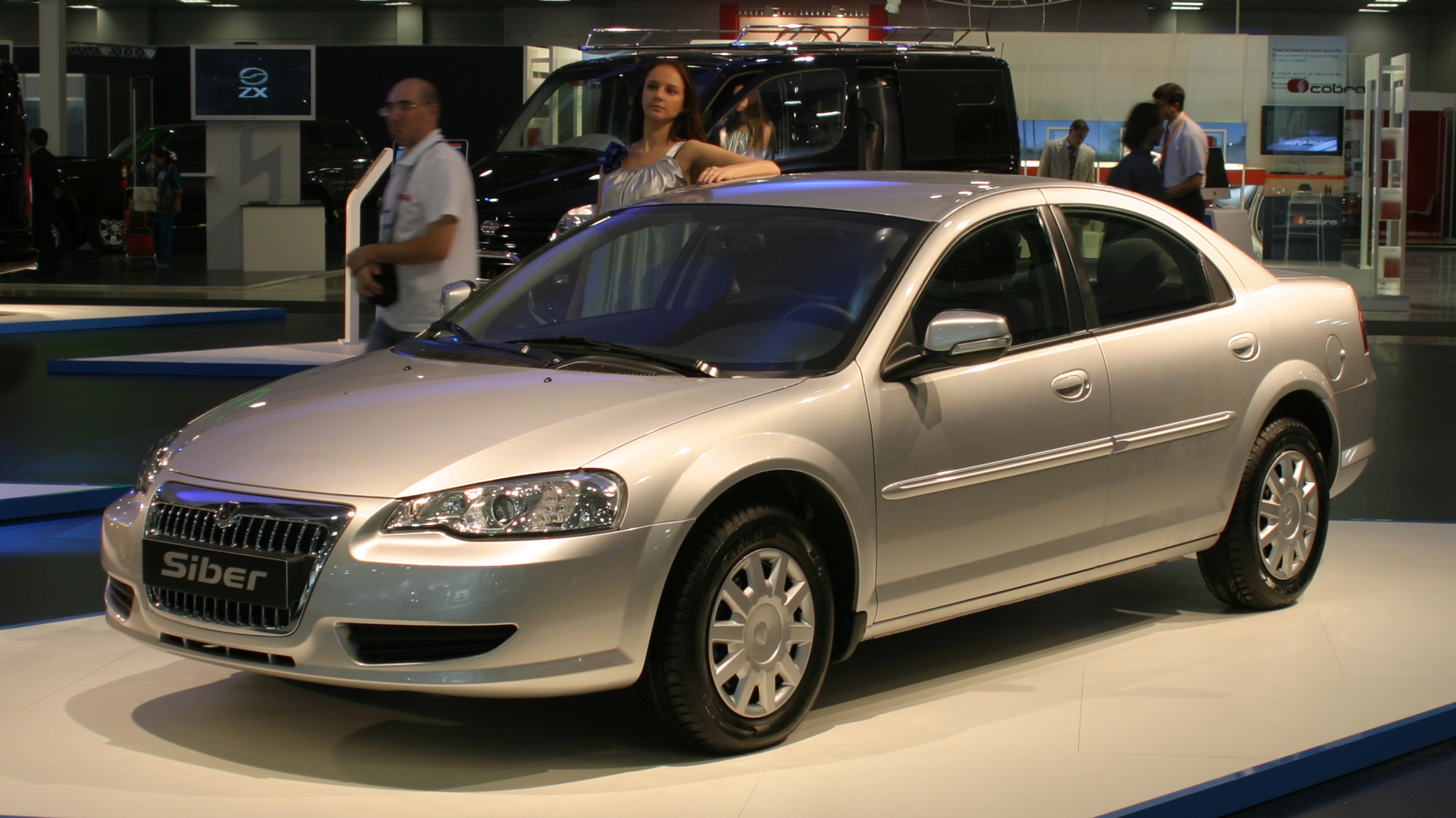
GAZ Volga "Siber" (2008-2010)

El juliol de 2006 comprà la fabricant de furgonetes anglesa LDV Group, de Birmingham, al grup financer Sun European Partners. GAZ anuncià que planejava comercialitzar la LDV Maxus per tot Euràsia i proposà augmentar la producció a la planta anglesa alhora començant a produir-la a una nova factoria a Rússia. No obstant això, degut a la recessió, la producció a la factoria LDV cessà i fou venuda a l'empresa xinesa ECO Concept l'any 2009. Quan Daimler Chrysler modernitzà la seua factoria de Michigan l'any 2006, la línia de producció de l'anterior generació del Chrysler Sebring/Dodge Stratus fou venuda a GAZ i transportada a Nijni Nóvgorod. Sota la base del Sebring es produí l'última generació del GAZ Volga.
L'any 2009 l'ex-vicepresident de General Motors, Bo Andersson, fou convidat al càrrec de president/executiu en cap del Grup GAZ. El 2010 GAZ augmentà la seua gamma amb l'aparició de la línia GAZ Gazelle Business amb motoritzacions Diesel i gasolina amb sistema GLP. El novembre del mateix any, l'empresa decidí posar fi a la producció del GAZ Volga "Siber", l'últim automòbil de turisme de la marca, finalitzant així amb la històrica gamma Volga. Un mes després, GAZ signà un memoràndum d'entesa amb Daimler AG per a produir la Mercedes-Benz Sprinter a la factoria de GAZ a Nijni Nóvgorod.

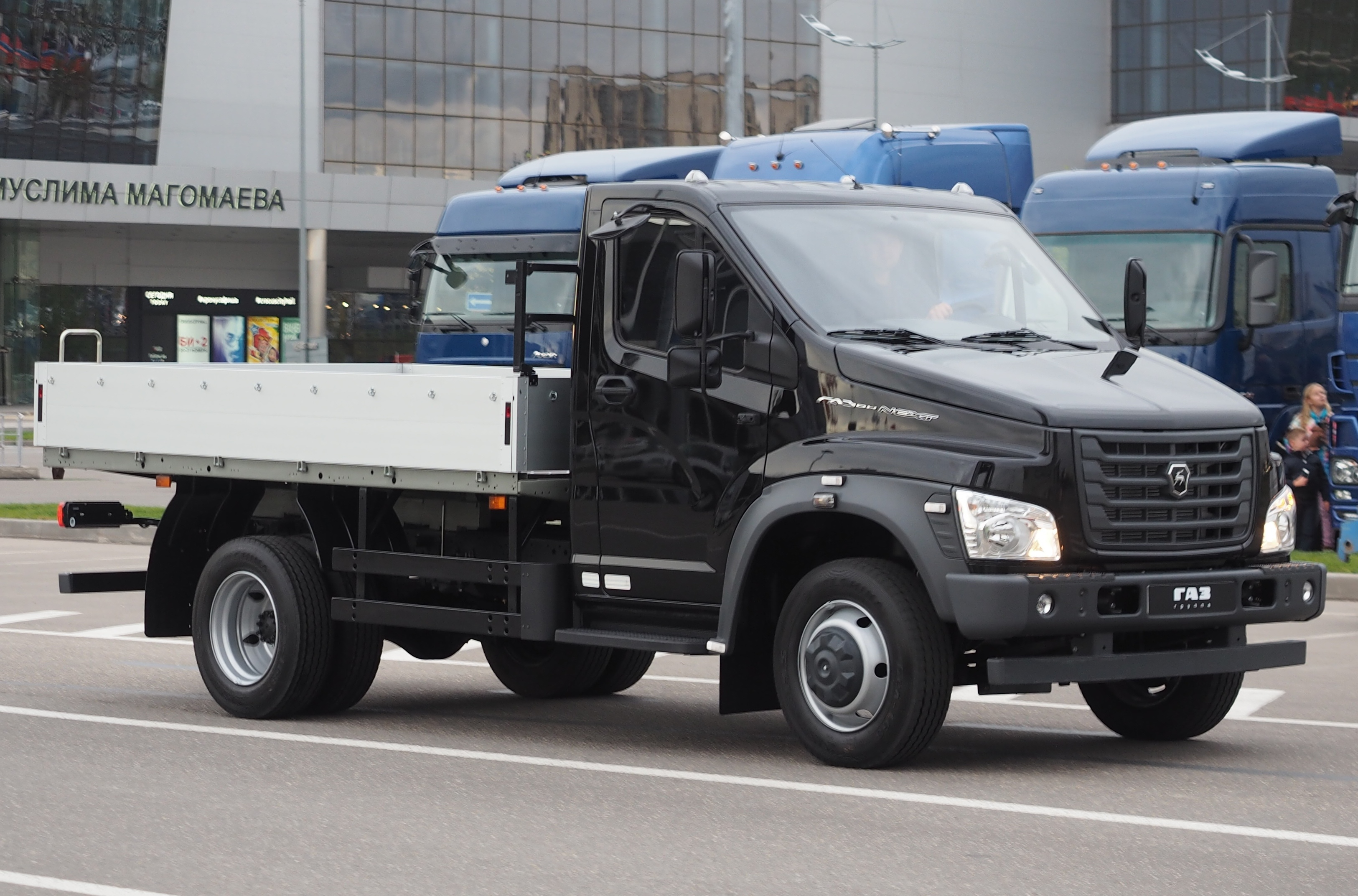
GAZ Gazon NEXT (2014-)

El febrer de 2011, General Motors i GAZ signaren un acord per a produir el Chevrolet Aveo a la factoria de GAZ. A desembre de 2012 la producció ja estava en marxa amb unes expectatives anuals de producció de 30.000 unitats. El juny de 2011 el Grup Volkswagen signà amb GAZ un acord de llarg termini per a produir models a les línies de GAZ amb una inversió total de 200 milions d'euros. Se planejà construir els Škoda Yeti, Volkswagen Jetta i Škoda Octavia. El nivell de producció seria de 110.000 unitats anuals. El novembre del mateix any, sota l'acord abans esmentat, GAZ començà a l'ensamblatge per peces enviades del Yeti; la producció total s'inicià el desembre de 2012.
L'abril de 2019 GAZ sol·licità al govern un rescat financer de 468 milions de dòlars, argumentant que les sancions estatunidenques a Oleg Deripaska i les seues propietats havien posat en risc fallida l'empresa. El 4 de juliol del mateix any, els treballadors de GAZ es manifestaren per les sancions nord-americanes front l'ambaixada dels EUA a Moscou, oposant-se a unes mesures que segons ells conduirien l'empresa a la ruïna. El novembre de 2021 el grup GAZ anuncià que la seua filial "Silovie Agregati" podria produir en massa motors d'hidrogen en un termini de dos anys i mig.

## Models

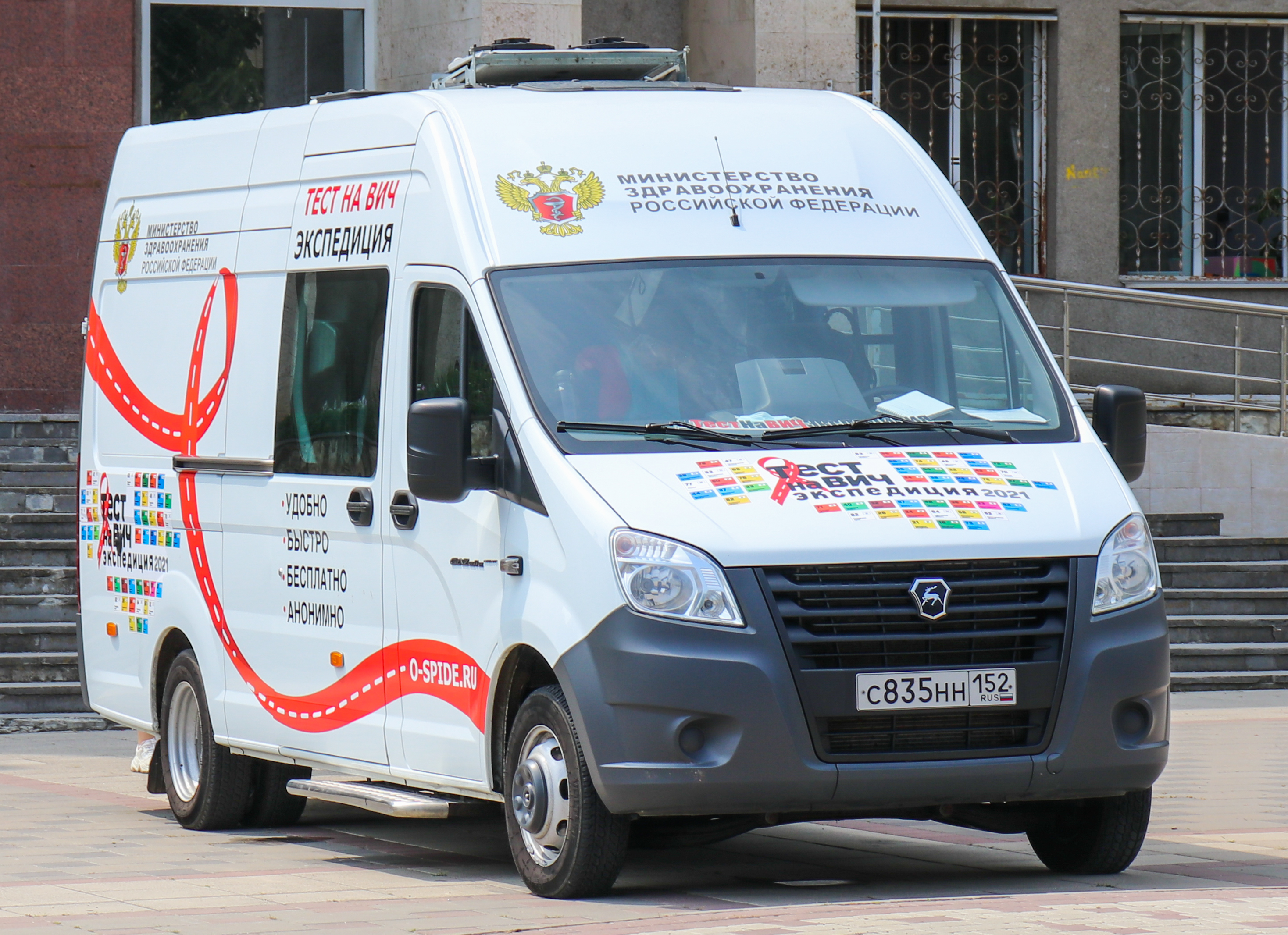
GAZ Gazelle NEXT furgó (2021)

- GAZ-AA (1931-1938)
- GAZ-A (1932-1936)
- GAZ-M1 (1936-1942)
- GAZ-MM (1938-1956)
- GAZ-61 (1941-1945)
- GAZ-64 (1941-1943)
- BA-64 (1942-1946)
- GAZ-67 (1943-1953)
- GAZ-51 (1946-1975)
- GAZ Pobiéda (1946-1958)
- GAZ-12 (1948-1960)
- BTR-40 (1950-1960)
- GAZ-69 (1953-1972)
- GAZ Volga (1956-2010)
- GAZ Txàika (1959-1988)
- GAZ-53 (1961-1993)
- GAZ-66 (1964-1998)
- BTR-70 (1972-)
- BTR-80 (1984-2011)
- GAZ-3307 (1989-2020)
- GAZ Gazelle (1994-)
- GAZ-3308 (1997-2020)
- GAZ Sobol (1998-)
- GAZ Valdai (2004-2015)
- GAZ Gazelle NEXT (2013-)
- GAZ Gazon NEXT (2014-)